# Iron County (Utah)
Iron County is een van de 29 county's in de Amerikaanse staat Utah.
De county heeft een landoppervlakte van 8.542 km² en telt 33.779 inwoners (volkstelling 2000). De hoofdplaats is Parowan.

## Bevolkingsontwikkeling
Beaver · Box Elder · Cache · Carbon · Daggett · Davis · Duchesne · Emery · Garfield · Grand · Iron · Juab · Kane · Millard · Morgan · Piute · Rich · Salt Lake · San Juan · Sanpete · Sevier · Summit · Tooele · Uintah · Utah · Wasatch · Washington · Wayne · Weber